# Syryjska Armia Narodowa
Syryjska Armia Narodowa (arab. ‏الجيش الوطني السوري‎, trb. Al-Dżajsz al-Watani as-Suri, ang. Syrian National Army (SNA)) – armia pomocnicza Tureckich Sił Zbrojnych operująca na okupowanych przez nie terytoriach syryjskich. 

## Podległość
De iure podlega ona rządowi Syryjskiej Koalicji Narodowej na rzecz Opozycji i Sił Rewolucyjnych, de facto Turcji, która zapewnia szkolenie, żołd, wsparcie wojskowe i wyposażenie oraz wykorzystuje ją w swoich konfliktach proxy na Kaukazie czy w Libii. 

## Skład
Składa się ona głównie z bojowników narodowości arabskiej i tureckiej.

## Zbrodnie wojenne
SNA dopuszcza się licznych zbrodni wojennych. W raporcie sporządzonym 15 września 2020 r. przez śledczych Międzynarodowej Niezależnej Komisji ONZ ds. Syrii opisano okrucieństwa popełnione wobec ludności kurdyjskiej przez siły Syryjskiej Armii Narodowej, takie jak tortury, gwałty, morderstwa, systematyczne grabieże, przemyt, przymusowe przesiedlenia, przymusowe przywłaszczanie mienia cywilnego, arbitralne zatrzymania i porwania.